# Leni Lohmar
Magdalena Lohmar, detta Leni (19 ottobre 1914 – 31 dicembre 2006), è stata una nuotatrice tedesca.
Specializzata nello stile libero, ha vinto la medaglia d'argento nella staffetta 4x100 m sl ai Giochi olimpici di Berlino 1936.

## Palmarès
- Olimpiadi

Berlino 1936: argento nella staffetta 4x100 m sl.